# Chouans!
Chouans!  ((Brasil: Três Destinos  / Portugal: Uma Família na Revolução) é um filme francês de 1988, dos gêneros aventura, drama, épico e romance, dirigido por Philippe de Broca, roteirizado pelo diretor,  Daniel Boulanger e Jérôme Tonnerre, música de Georges Delerue.

## Sinopse
França, 1793, revolução francesa, período do terror, um triângulo amoroso é formado entre o filho de um nobre, a garota adotada no dia de seu nascimento e outro rapaz, também adotado por seu pai.  

## Elenco
- Lambert Wilson ....... Tarquin
- Stéphane Freiss ....... Aurèle
- Sophie Marceau ....... Céline
- Philippe Noiret ....... Savinien de Kerfadec
- Vincent Schmitt ....... Lote
- Raoul Billerey ....... Grospierre
- Claudine Delvaux ....... Jeanne
- Jean Parédès ....... o capelão
- Roger Dumas ....... Bouchard
- Isabelle Gélinas ....... Viviane
- Vincent de Bouard ....... Yvon
- Maxime Leroux
- Luc-Antoine Diquéro ....... sargento Pierrot
- Claude Aufaure ....... Croque-au-sel
- Michel Degand
- Jean-Pierre Cassel ....... Barão de Tiffauges
- Charlotte de Turckheim ....... Olympe de Saint-Gildas
- Jacqueline Doyen